# Comuna Inowrocław
Gmina Inowrocław este o comună (în poloneză: gmina) rurală în powiat Inowrocław, voievodatul Cuiavia și Pomerania, Polonia.
Comuna acoperă o suprafață de 171,05 km² și are, potrivit datelor din anul 2006, o populație de 11.106.